# يورغن إل. بورن
يورغن إل. بورن (بالألمانية: Jürgen Born)‏ هو مصرفي ألماني، ولد في 24 سبتمبر 1940 في برلين في ألمانيا.